# Sebastián Fernández
Sebastián Bruno Fernández Miglierina (født 23. maj 1985 i Montevideo, Uruguay) er en uruguayanskfodboldspiller, der spiller som angriber hos Nacional i Uruguay. Han har spillet for klubben siden 2014. Her blev han hentet hos spanske Rayo Vallecano.

## Karriere
Han blev solgt til Málaga for 3.6 millioner euro, hvilket gjorde ham til den dyreste spiller i Málaga CF's historie. Tidligere har han desuden optrådt for de uruguayanske klubber Miramar Misiones og Defensor Sporting.
Med Defensor Sporting vandt Fernández i 2007 det uruguayanske mesterskab, mens det i 2009 med Banfield blev til triumf i den argentinske liga.

## Landshold
Fernández står (pr. 16. november 2012) noteret for 12 kampe og to scoringer for Uruguays landshold, som han debuterede for den 24. maj 2006 i en venskabskamp mod Rumænien. Han var en del af den uruguayanske trup til VM i 2010 i Sydafrika.

## Titler
Primera División Uruguaya
- 2007 (Apertura) med Defensor Sporting

Primera División de Argentina
- 2009 (Apertura) med Banfield